# Inês Magalhães
Inês da Silva Magalhães (São Paulo, 1963) é uma socióloga brasileira. Entre 15 de abril de 2016 e 12 de maio de 2016 foi Ministra das Cidades do Brasil.
Inês da Silva Magalhães é especialista em planejamento, atuando em gestão no setor público e em projetos nas áreas de habitação, desenvolvimento urbano e desenvolvimento institucional. No Ministério das Cidades, esteve a frente do programa Minha Casa, Minha Vida. Entre 2005 e 2016 atuou como secretária nacional de Habitação.